# 인원침
인원침(印元忱, 1564년 ~ ? )은 조선 중기의 무신(武臣)이다. 본관은 교동(喬桐). 자(字)는 명거(明擧)이다.

## 생애
1564년(명종(明宗) 19년)에 태어났다. 아버지는 권지훈련원봉사(權知訓鍊院奉事)를 지낸 인자당(印自瑭)이다.
20세가 되던 1583년(선조(宣祖) 16년)에 별시무과(別試武科)에 병과(丙科)로 급제한 뒤 선전관(宣傳官), 조산 만호(造山萬戶), 판관(判官), 첨정(僉正) 등의 벼슬을 지냈다. 임진왜란(壬辰倭亂)이 발발하자 창의대장 북평사 정문부(鄭文孚)의 휘하에 들어가 그의 종사관(從事官)이 되어 1592년 10월 30일에 벌어진 길주 장평전투와 1593년 1월 28일에 벌어진 길주 백탑교전투에서 구황, 원충서, 고경민 등과 함께 왜적에 맞서싸워 대승을 거두는데 공을 세우고 승품(陞品)되었다.
1597년에 선전관(宣傳官)으로 어명(御命)을 받들어 항왜(降倭)에게 줄 상물(賞物)을 가지고 나아갔다. 왜란(倭亂)이 평정된 뒤 호성원종2등공신(扈聖原從二等功臣)과 선무원종2등공신(宣武原從二等功臣)에 각각 녹훈(錄勳)되었다.

## 참고 문헌
- 조선왕조실록 (선조실록)
- 농포집(農圃集)정문부
- 계미알성문무과방목(癸未謁聖文武科榜目)
- 호성원종공신녹권(扈聖原從功臣錄券)
- 선무원종공신녹권(宣武原從功臣錄券)